# جان بلاشفورد-اسنل
سرهنگ جان نیکلاس بلاشفورد-اسنل (John Nicholas Blashford-Snell)، دارندهٔ برترین نشان امپراتوری بریتانیا (زادهٔ ۲۲ اکتبر ۱۹۳۶) افسر سابق نیروی زمینی بریتانیا، کاشف و نویسنده است. او علمیات رالی و انجمن اکتشاف علمی را تأسیس کرد.

## اوایل زندگی و تحصیلات
جان نیکلاس بلاشفورد-اسنل در ۲۲ اکتبر ۱۹۳۶ در هرفورد، انگلستان چشم به جهان گشود. پدرش یکی از اعضای هیئت قانون-گذاری شهر، کشیش لیلند بود. جان بلاشفورد اسنل (زادهٔ ۱۹۰۳ – درگذشتهٔ ۱۹۷۸)، دارندهٔ پنجمین درجهٔ نشان امپراتوری بریتانیا، مستمری بگیر کلیسای جامع هرفورد و عضو سابق روحانیون ارتش سلطنتی و مادرش گوندولین ایوز سادلر بود. بلاشفورد-اسنل در هرفوردشر و جرزی پرورش یافت. از سال ۱۹۵۰ در کالج ویکتوریا در جرزی به تحصیل پرداخت. او به نیروی زمینی بریتانیا پیوست و پس از آن در ۲ اوت ۱۹۵۷ به عضویت سپاه مهندسین سلطنتی درآمد، به عنوان افسر دانشجو در مدرسه نظامی سلطنتی سندهرست ادامه تحصیل کرد.

## خدمت نظامی
بلاشفورد-اسنل دو سال نخست مأموریت خود را به عنوان ستوان دوم خدمت کرد. سپس در ۲ اوت ۱۹۵۹، به درجهٔ ستوان یکم و چهار سال بعد یعنی در ۲ اوت ۱۹۶۳ به درجهٔ سروان ارتقا یافت. پس از آن در ۳۱ دسامبر ۱۹۶۸، به درجهٔ سرگرد و در ۱۰ ژوئن ۱۹۷۶ به درجهٔ سرهنگ دوم رسید. او پس از ۳۷ سال خدمت در ۳۰ دسامبر ۱۹۹۱ از نیروی زمینی بریتانیا بازنشسته شد.
او در سال ۱۹۷۶ با مستندی به نام این زندگی شماست توسط ایمون اندروز غافلگیر شد، زیرا که موضوع اصلی این سریال بلاشفورد-اسنل بود.

## سفرهای اکتشافی
بلاشفورد-اسنل در سال ۱۹۶۹ انجمن اکتشاف علمی جغرافیایی را تأسیس کرد.
اولین سفر او در سال ۱۹۶۸ به نیل آبی بود که طی آن به‌طور تصادفی «قایقرانی آب سفید» را ابداع کرد. عبور از گسست دارین در میان سال‌های ۱۹۷۱ تا ۱۹۷۲ و نخستین سفر شمال تا جنوب با وسایل نقلیه از آلاسکا تا دماغهٔ هورن و جهت‌یابی کامل رود کنگو (۱۹۷۴ تا ۱۹۷۵) از جمله اقدامات او بودند. او در سال ۱۹۷۴ برندهٔ جام سگریو و مدال لیوینگستون از انجمن جغرافیایی سلطنتی اسکاتلند برای قدردانی از رهبری‌اش در سفرها شد.
بلاشفورد-اسنل در سال ۱۹۷۸ عملیات دریک را پایه‌گذاری کرد که بعدها به عملیات رالی معروف شد. عملیات رالی یک ابتکار آموزشی برای افراد جوان بود که او تا زمان بازنشستگی در سال ۱۹۹۱، سمت ارتشبد اداره کنندهٔ آن را بر عهده داشت.
بلاشفورد-اسنل در سال ۱۹۹۳ برندهٔ مدال طلای پترون از انجمن سلطنتی جغرافیا شد.
او در سال ۲۰۰۶ برای طراحی کلاهی مناسب، مورد نیاز کاشفان جغرافیایی، با کلاهسازان لندن، جیمز لاک و شرکا همکاری کرد. از سال ۲۰۰۱ تاکنون وی رئیس افتخاری زیست مرکز جانورشناسی فورتئان را بر عهده دارد. او همچنین عضو باشگاه گوست نیز هست. در سال ۲۰۱۰، او همکار افتخاری دانشگاه جان مورز لیورپول شد.
نوشته‌های منتشر شدهٔ او شامل یک خود زندگی‌نامه به نام گم‌شده‌ای پشت مرزها است که در سال ۱۹۹۴ منتشر شده‌است.
بلاشفورد-اسنل از سال ۱۹۷۴ عضو باشگاه کاشفان جغرافیایی است. او در سال ۱۹۹۲ به پاس مشارکت پررنگ برای اهداف و رفاه کارکنان سازمان، برندهٔ مدال سوینی شد.

## زندگی شخصی
بلاشفورد-اسنل در سال ۱۹۶۰ با جودیت شرمن ازدواج کرد. آنها در شرایطی با هم آشنا شدند که بلاشفورد-اسنل هنوز در سندهورست بود و شرمن در واحد آموزش افسری بانوان شرکت می‌کرد. آنها صاحب دو دختر به نام ویکتوریا و اما هستند.